# Le Centre de la Presse
Vous pouvez aider à l'améliorer ou bien discuter des problèmes sur sa page de discussion.
- Il ne cite pas suffisamment ses sources. Vous pouvez indiquer les passages à sourcer avec {{référence nécessaire}} ou {{Référence souhaitée}}, et inclure les références utiles en les liant aux notes de bas de page. (Marqué depuis avril 2024)
- Certaines informations devraient être mieux reliées aux sources mentionnées dans la bibliographie ou les liens externes. Améliorez sa vérifiabilité en les associant par des références. (Marqué depuis avril 2024)
- Il ne s’appuie pas, ou pas assez, sur des sources secondaires ou tertiaires. (Marqué depuis avril 2024)

- Archive Wikiwix
- Bing
- Cairn
- DuckDuckGo
- E. Universalis
- Gallica
- Google
- G. Books
- G. News
- G. Scholar
- Persée
- Qwant
- (zh) Baidu
- (ru) Yandex
- (wd) trouver des œuvres sur Wikidata

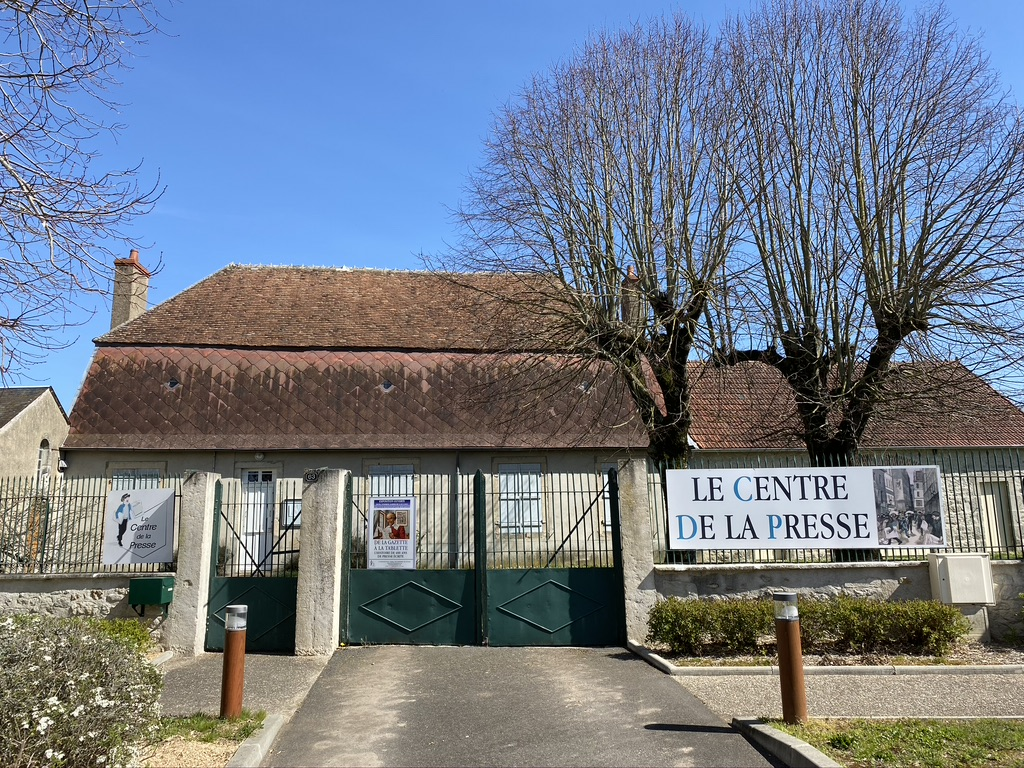
Le Centre de la Presse, à Maisonnais.

Le Centre de la Presse est une association créée en 1993, à l'initiative de Pascal Roblin. Les objectifs de l'association sont de « faire connaître et mettre en valeur un patrimoine : la presse écrite ».
L'association gère en 2024 un patrimoine de plus de deux millions de revues et journaux régionaux, nationaux et internationaux. Son plus vieux périodique date de 1631 (La Gazette). Elle compte environ 130 adhérents dont plusieurs membres d'honneur, tel Henri Pigeat, ancien directeur de l'AFP ou Bernard Stéphan, ancien rédacteur en chef du Berry républicain et rédacteur en chef-adjoint de La Montagne.

## Historique
L'association est créée durant l'automne 1993 à Touchay dans le Cher dans une grange appartenant à l'époque à Pascal Roblin, grange surnommée "La Grange aux canards". En l'an 2000, n'ayant plus de place dans la grange et de possibilité de développement sur Touchay, l'association quitte la commune et s'installe quelques kilomètres plus loin, au bourg de Maisonnais (Cher) dans l'ancien presbytère communal. Depuis novembre 2013, elle occupe également une ancienne maison de retraite désaffectée au Châtelet (Cher), sur plus de 2 000 m2. L’adresse du Centre de la Presse à Maisonnais est, depuis 2019, au 63, rue de la Presse ; le conseil municipal ayant donné le nom de « rue de la Presse » à la rue principale du bourg.

## Activités
Les activités de l'association sont :

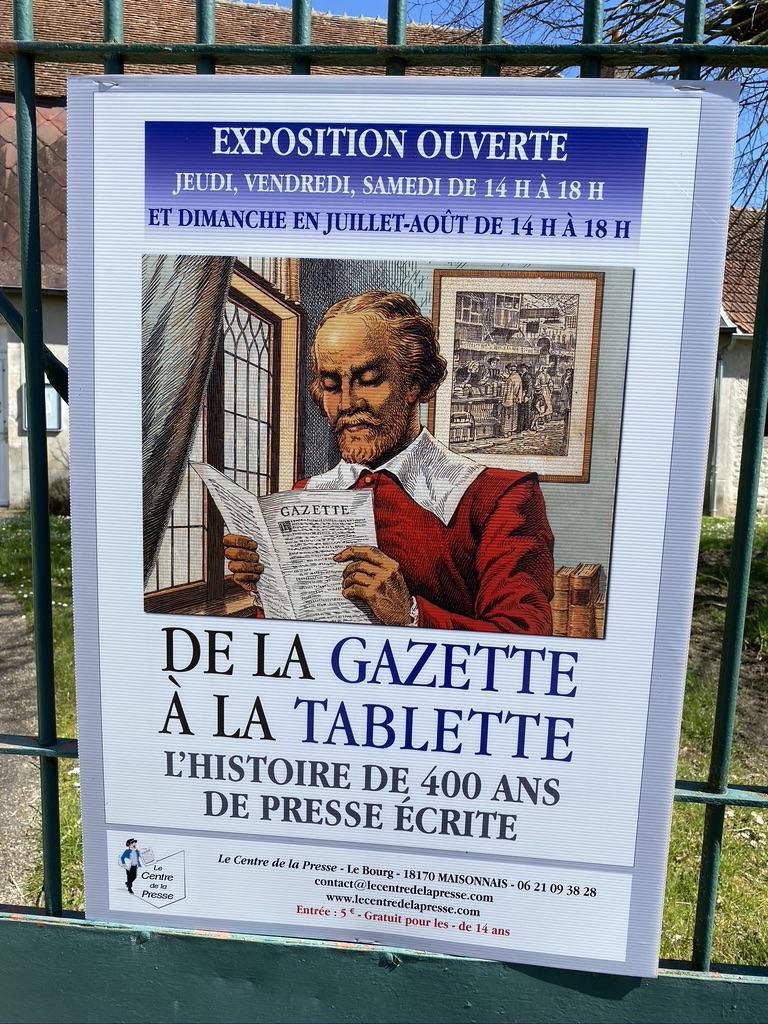
Exposition permanente au Centre de la Presse-Maisonnais.

- Récupération et sauvegarde de revues et journaux anciens.
- Création d'expositions (L'Odyssée agricole, Satire sur les présidents de la République française, La Grande Guerre sous la regard de la Presse, Elle était une fois la presse féminine, Rouget de Lisle et La Marseillaise à la Une, etc.)
- Réalisation de journaux en live dans des manifestations culturelles.Ils sont également accessibles en ligne (voir lien) :
  - Mediator (festival de la guitare à Issoudun) entre 2001 et 2007,
  - Papier[s] (Les Futurs de l'Écrit  à l'abbaye de Noirlac) depuis 2009,
  - Report'Air (L'Air du temps) à Lignières) depuis 2012.
  - La Feuille du bocage depuis 2023.
- Écriture d'articles pour la presse.
- Recherches et fourniture de coupures de presse et de visuels à destination des documentalistes, auteurs, journalistes, éditeurs et particuliers.
- Interventions dans des collèges du Cher avec l'opération La Presse à la loupe, au lycée agricole du Subdray avec l'opération La Presse en herbe et également au lycée Jean Monnet à Moulins et le lycée agricole du Subdray..

Depuis 2015, une exposition permanente intitulée De la Gazette à la tablette est ouverte à Maisonnais.
En 2021, l'association a ouvert la bibliothèque Presse & Médias dans une salle de ses locaux du Châtelet. Cette bibliothèque est rattachée au réseau des bibliothèques de la communauté de communes Berry Grand Sud.
En 2023, dans le cadre des 30 ans de l'association, un film de 57 min, intitulé Le Film (voir lien), est réalisé par Emmanuel Roblin. Un ouvrage de 80 pages est réalisé également par Virginie Canon et Pascal Roblin L'Album (versions couverture souple et couverture rigide) mis en page par Isabella Marques. 
Publications :
- 2018 - La Grande Guerre sous le regard de la Presse (qui est également une exposition) - Auteur : Pascal Roblin - Éditions Centre France Livres - De Borée.
- 2021 - La Seconde Guerre Mondiale sous le regard de la Presse - Auteur : Pascal Roblin - Maquette : Pascal Miara - Éditions Centre France Livres - De Borée.
- 2022 - Satire sur les présidents de la République française (qui est également une exposition) - Auteurs : Henry Hautavoine (textes) et Franck Lemort (caricatures) - Éditions Ramsay.
- 2023 - L'Odyssée agricole (qui est également une exposition) - Collectif sous la coordination de Marie-Paule Aupetitgendre, Michel Bonneau et Pascal Roblin - Auteurs : Marie-Paule Aupetitgendre - Marie-Noëlle Roblin - Pascal Roblin  - Préface : François Gréau - Maquette : Pascal Miara - Recherches : Marie-Paule Aupetitgendre - Pierre Aupetitgendre- Bernadette Boiron - Michel Bonneau - Valentin Chaput - Michel Contin - Henry Hautavoine - Anita Mazé - Jean-Louis Pasquereau - Marie-Noëlle Roblin - Pascal Roblin - Jean-Claude Roux. Éditions Centre France Livres - De Borée : livre (réseau librairie) et hors-séries (réseau presse pour le compte de La Montagne, la NRCO, La Voix du Nord et Le Centre de la Presse).
- 2023 - L'Album - Édition spéciale des 30 ans du Centre de la Presse - Auteurs : Virginie Canon et Pascal Roblin - Maquette : Isabella Marques. Autoédition.